# Hús Datt
Hús Datt, lanzado en octubre de 2005, es el álbum debut de Megasukk, una banda islandesa formada por el cantante de rock Megas y Súkkat, banda liderada por Hafþór y Gunnar Ólafsson.

Este álbum de 21 pistas y de estilo pop, incluye la participación del guitarrista Guðlaugur Kristinn Óttarsson en 8 canciones.